# Spannstahl

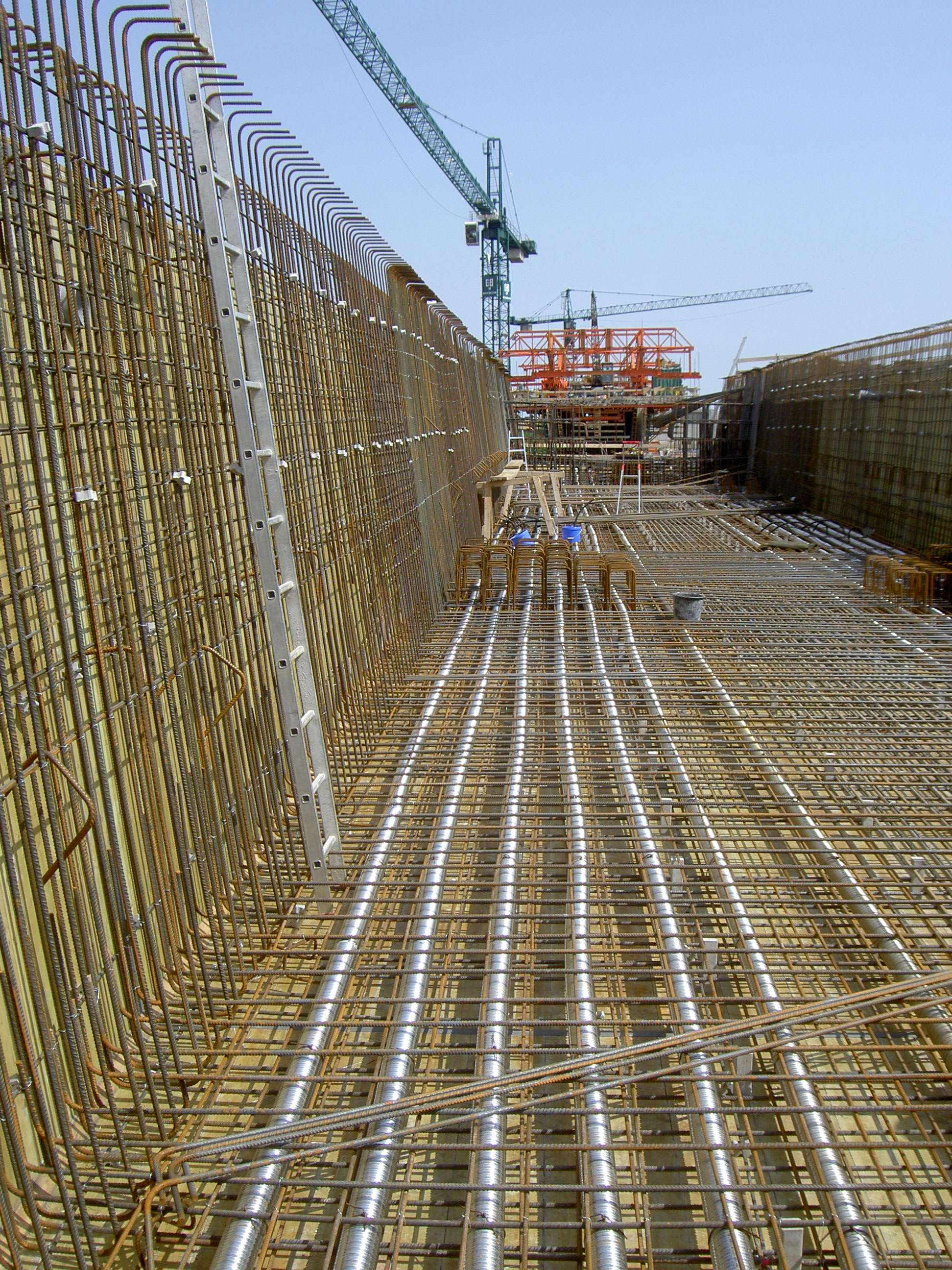
Hüllrohre für Spannstahl in der Bodenplatte des Brückenüberbaus

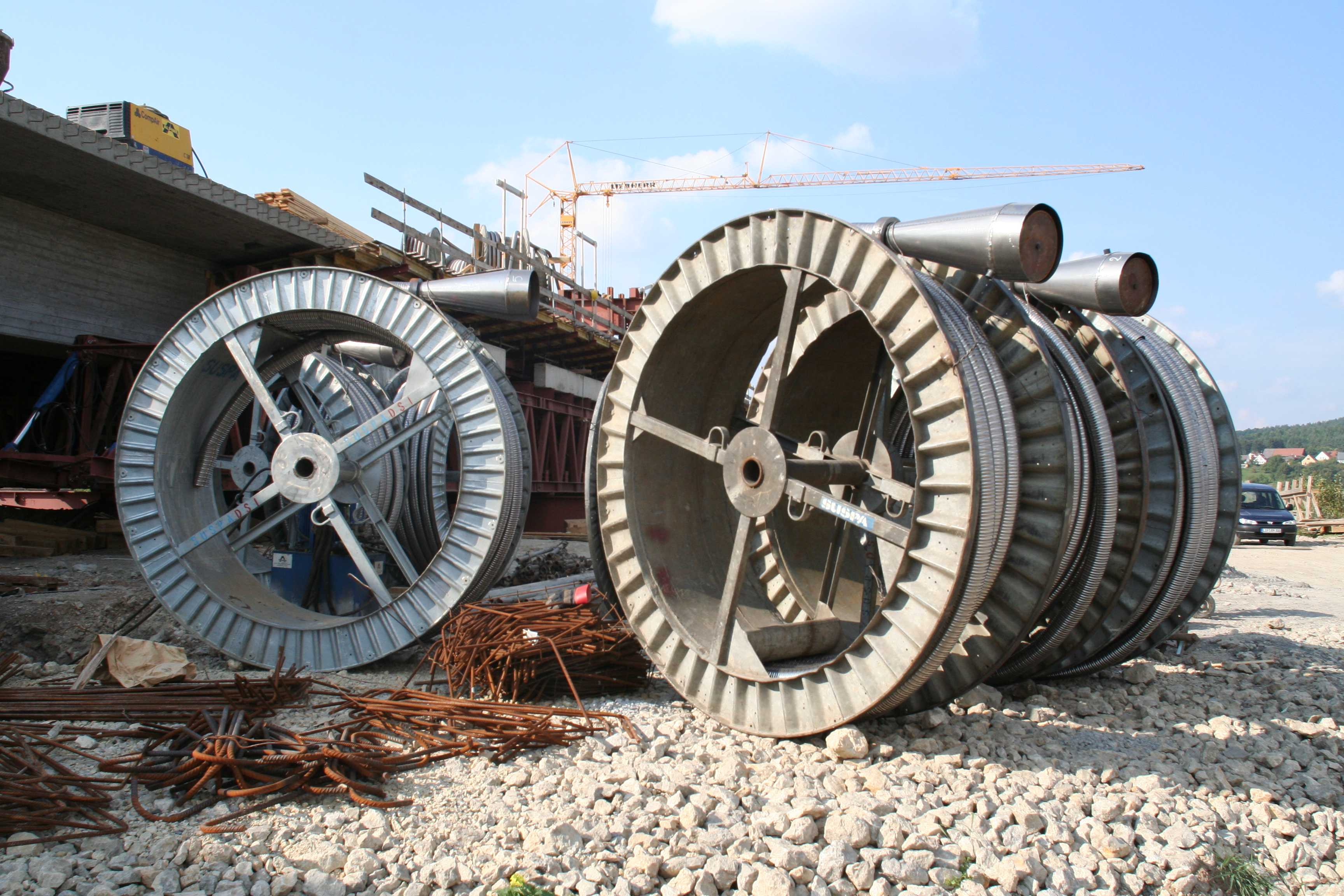
Fertige Spannkabel mit Koppelanker

Spannstahl ist hochfester Stahl, der vor allem im Spannbetonbau zum Vorspannen verwendet wird. Spannstahl gehört meist zur Gruppe der unlegierten Stähle. Seine hohen Festigkeitswerte ermöglichen eine große elastische Dehnung beim Vorspannen. Dadurch werden im Spannbetonbau die Spannkraftverluste infolge Kriechen und Schwinden des Betons reduziert, die die Vordehnung verringern und so die anfangs aufgebrachte Vorspannkraft abbauen.

## Eigenschaften und Formen
Die Bezeichnung der Spannstähle erfolgt entsprechend ihrer Festigkeit:
- In Deutschland beginnt die Bezeichnung mit St, gefolgt vom charakteristischen Wert der 0,2 %-Dehngrenze (fp0,2k), einem Schrägstrich / und dem charakteristischen Wert der Zugfestigkeit (fpk), jeweils in N/mm², für eine Spanndrahtlitze z. B. St1570/1770.
- In Europa ist meist die Bezeichnung Y Zugfestigkeit in N/mm² üblich.

Der Elastizitätsmodul für Spannstahl darf für Litzen mit E = 195.000 N/mm² sowie für Stäbe und Drähte mit E = 205.000 N/mm² angesetzt werden. In Deutschland unterliegen Spannstähle der bauaufsichtlichen Zulassung.
Vorspannstahl wird in verschiedenen Erzeugnisformen und Festigkeiten eingesetzt. So gibt es ihn heute in Deutschland zum Beispiel:
- als warmgewalzte Stäbe glatt, mit Gewinde oder Gewinderippen, Durchmessern von 26 bis 40 mm und Festigkeiten von 835/1030 bis 1080/1230 N/mm²
- als vergütete runde Drähte (glatt oder gerippt) mit Durchmessern von 5,2 bis 14 mm. (Beim Vergüten wird ein leicht legierter warmgewalzter Draht durch mehrstufige Wärmebehandlung auf die gewünschte Eigenschaft gebracht.)
- als kaltgezogene runde Drähte (glatt oder profiliert), mit Durchmessern von 4 bis 12,2 mm mit Festigkeiten von 1370/1570 bis 1660/1860 N/mm². (Die kaltgezogenen Drähte werden durch einen Mehrfachziehvorgang auf die gewünschte Eigenschaft gebracht.)

Der bekannteste Spannstahl ist die Spanndrahtlitze, die aus 3 oder 7 verseilten kaltgezogenen runden Einzeldrähten mit Durchmessern von 6,9 bis 18,3 mm eingesetzt wird.

## Spannglied

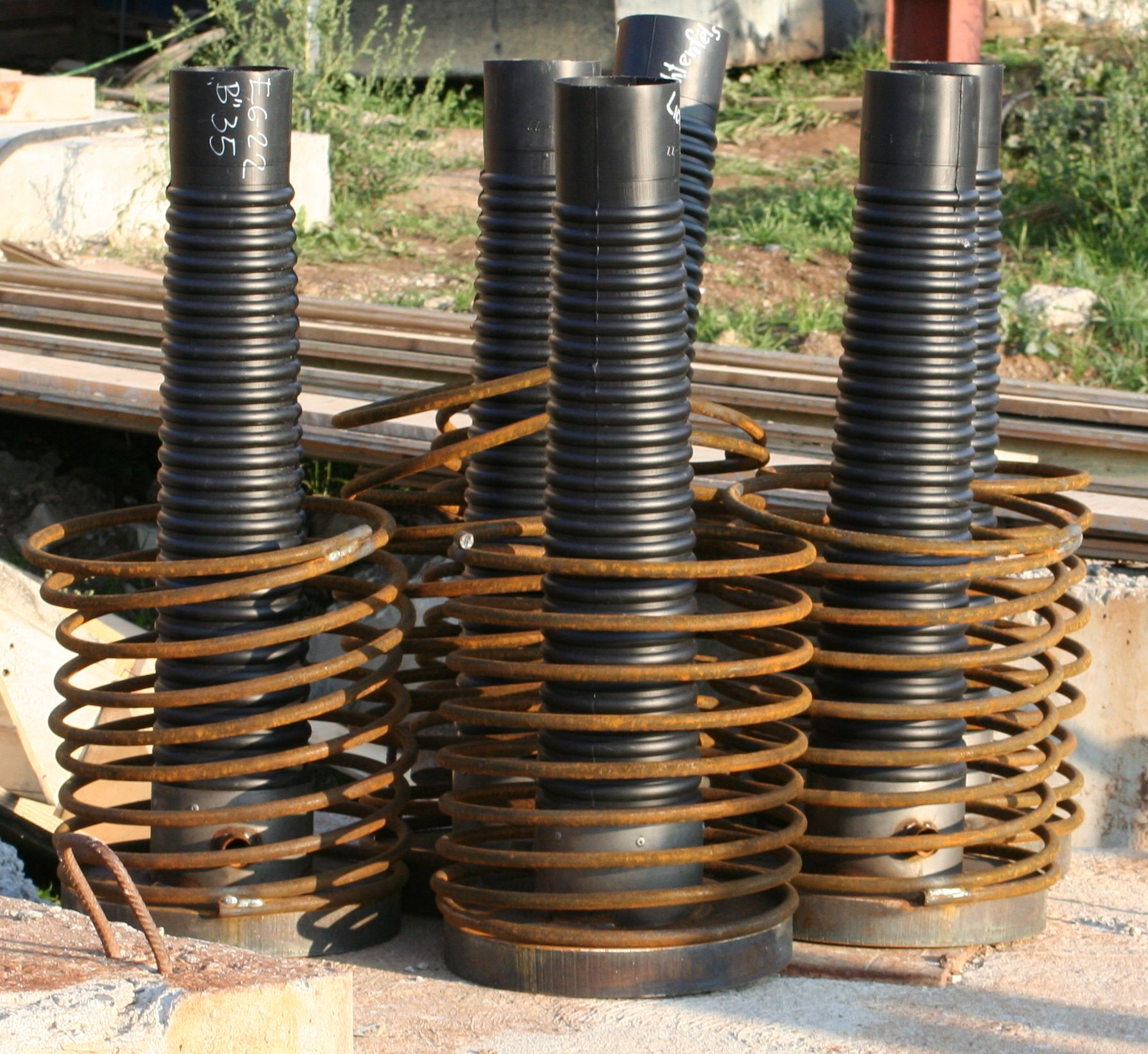
Ankerplatte mit Trompete des Hüllrohres und Spiralbewehrung

Erfolgt das Vorspannen gegen den erhärteten Beton, so wird der Spannstahl als gleitfähiges Spannglied im vorzuspannenden Bauteil eingebaut. Dazu erhält er eine Schutzhülle (Metall- oder Plastik-Wellrohr), die den Spannstahl vom Beton trennt. Zusätzlich wird der Spannstahl an seinen Enden mit Verankerungen versehen. Spannstahl, Hüllrohr und Verankerung zusammen bezeichnet man als Spannglied.  Das Vorspannen geschieht mit hydraulischen Pressen.

### Hüllrohr
Die Spannglieder werden auf einer Kabeltrommel entweder als fertige Einheit geliefert und eingebaut oder vor Ort zusammengebaut. Dabei werden die einzelnen Spannstahldrähte oder -litzen nacheinander durch das Hüllrohr geschossen und anschließend in die Anker eingefädelt. Der Hohlraum in den profilierten Hüllrohren wird entweder mit Zementmörtel verpresst (nachträglicher Verbund) oder ist schon werksseitig mit einem Fett gefüllt (ohne Verbund), um den korrosionsempfindlichen Spannstahl zu schützen, wie bei der Monolitze.

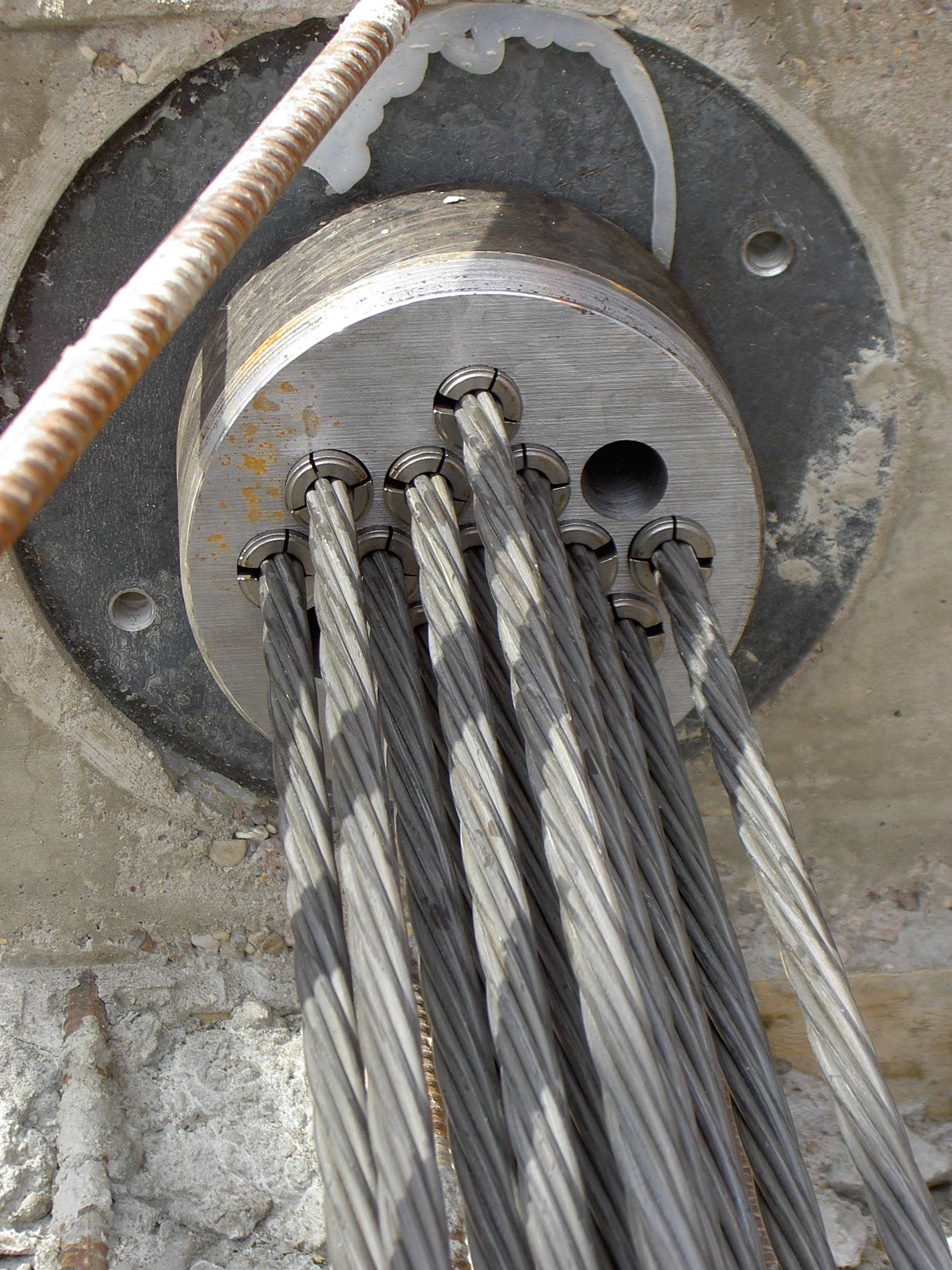
Spannanker mit Ankerplatte, Ankerkopf und Keilverankerung der Spanndrahtlitzen

### Spanngliedverankerung
Die Verankerung hat die Aufgabe, die Kräfte des Spanngliedes auf den Beton zu übertragen. Dies geschieht meist mit Ankerplatten, auf die der Spannstahl die Kräfte durch Keilverankerung, aufgestauchte Köpfchen oder Muttern weiterleitet.
Man unterscheidet
- spannbare (verschiebliche) Anker, die zugänglich sind und an denen vorgespannt wird, sowie
- feste (unverschiebliche) Anker, an denen der Spannstahl schon beim Einbau verankert ist.